# Pruebas de fin de año 2018

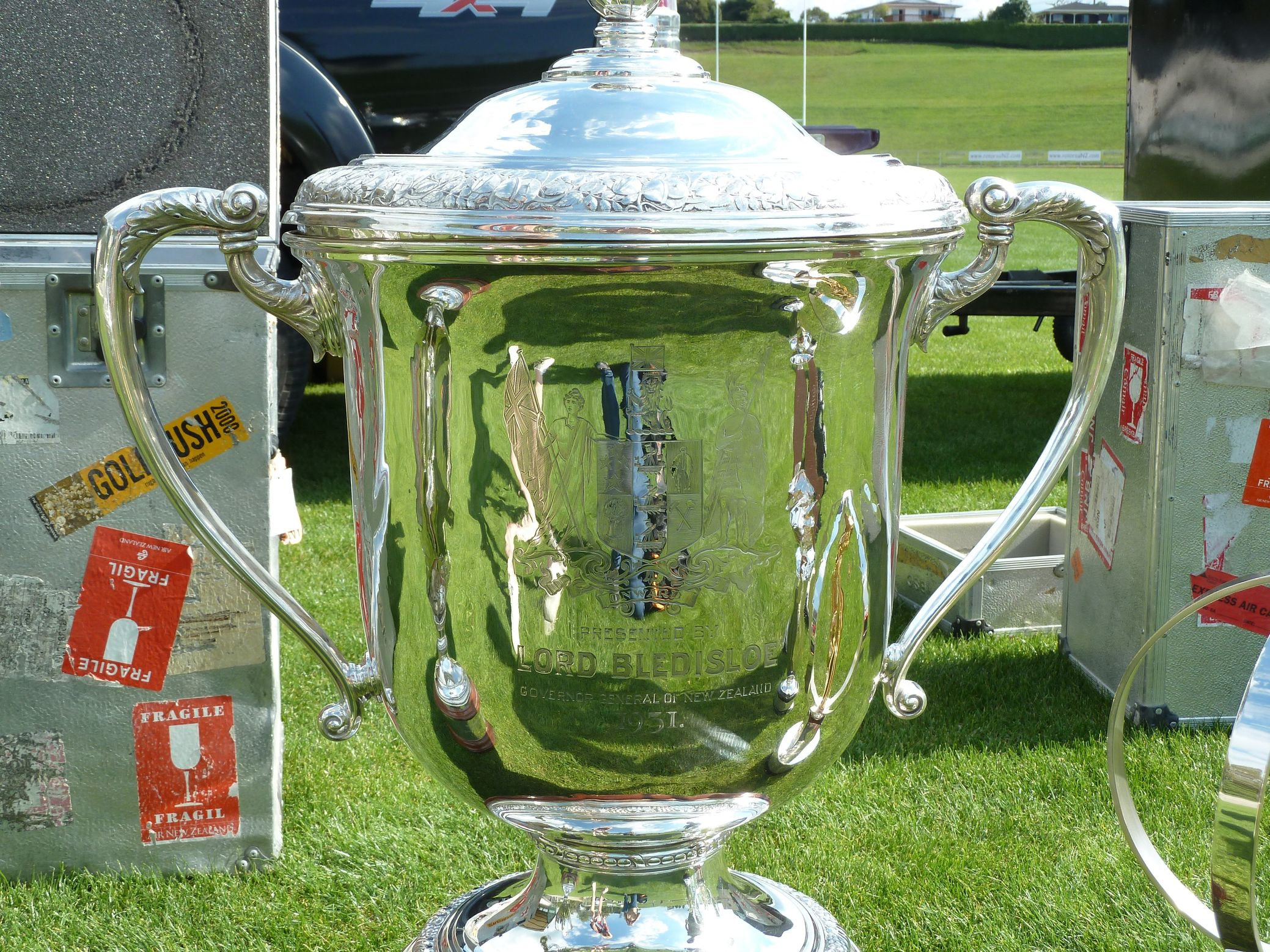
La Copa Bledisloe se jugó en Yokohama, Japón.

Los test matches de fin de año 2018 se desarrollan desde fines de octubre a los primeros días de diciembre. Además se jugarán partidos amistosos entre clubes profesionales y selecciones de segundo nivel.

## Octubre
Se disputó la Copa Bledisloe 2018. El australiano Sekope Kepu llegó a 100 partidos y el kiwi Sonny Bill Williams alcanzó los 50.
| 26 de octubre | Japón                                                                                                   | 28 – 31 | World XV                                                                                | Estadio Hanazono Rugby, Higashiōsaka                          |                                                               |
| 19:00 (JST)   | Tries Fukuoka 21' Lafaele 46' Lemeki 60' Nakamura 74' Conversiones Tamura (3) 22', 47', 62' Matsuda 74' |         | Tries 10' Cronjé 15' Pulu 31', 41' Li 39' Jenkins Conversiones 11', 40', 42' (3) Cronjé | Asistencia: 16.846 espectadores Árbitro(s): Brendon Pickerill | Asistencia: 16.846 espectadores Árbitro(s): Brendon Pickerill |

| 27 de octubre | Nueva Zelanda | 37 – 20 | Australia                                                                               | Estadio Internacional, Yokohama                          |                                                          |
| 15:00 (JST)   | Tries Squire 11' Read 35' B. Barrett 58' B. Smith 69' Ioane 77' Conversiones B. Barrett (3) 12', 36', 59' Penales B. Barrett (2) 24', 52' |         | Tries 38' Naivalu 75' Folau Conversiones 40', 75' (2) Foley Penales 20' Beale 47' Foley | Asistencia: 46.143 espectadores Árbitro(s): Romain Poite | Asistencia: 46.143 espectadores Árbitro(s): Romain Poite |

## Noviembre
Es la mayor cantidad de puntos que Japón les marcó a los de negro, superando los 17 de Sudáfrica 1995. Debutaron Jamie Henry y Isileli Nakajima, mientras que Hiroshi Yamashita llegó a 50 partidos.
En Nueva Zelanda debutaron George Bridge, Brett Cameron, Mitchell Drummond, Gareth Evans, Dillon Hunt, Tyrel Lomax, Dalton Papali'i y Matt Proctor, es la segunda cantidad histórica, tras los 11 que se estrenaron luego de la sanción a los New Zealand Cavaliers en 1986.
| 3 de noviembre | Japón                                                                                     | 31 – 69 | Nueva Zelanda | Estadio Ajinomoto, Chōfu                                   |                                                            |
| 14:45 (JST)    | Tries Anise 3' Tui 32' Lafaele 40', 69' Henry 51' Conversiones Yu Tamura (3) 5', 33', 70' |         | Tries 14' Coles 18' Mo'unga 27', 37', 62' Laumape 34' Tahuriorangi 46', 66' Bridge 56' Naholo 59' Proctor Conversiones 15', 20', 28', 35', 38', 47', 60' (7) Mo'unga 63' Barrett Penal 2' Mo'unga | Asistencia: 43.751 espectadores Árbitro(s): Matthew Carley | Asistencia: 43.751 espectadores Árbitro(s): Matthew Carley |

| 3 de noviembre | Rumanía | 36 – 5 | Kenia | [[]], [[]]                             |                                        |
| 19:30 (GMT)    |         |        |       | Asistencia: ? espectadores Árbitro(s): | Asistencia: ? espectadores Árbitro(s): |

Debutaron: Jarrod Evans y Luke Morgan con Gales y Darcy Graham para Escocia.
| 3 de noviembre | Gales                                                                                     | 21 – 10 | Escocia                                                     | Estadio del Milenio, Cardiff                            |                                                         |
| 14:45 (GMT)    | Tries North 29' J. Davies 47' Conversión Halfpenny 48' Penales Halfpenny (3) 4', 14', 22' |         | Try 34' McInally Conversión 36' Hastings Penal 25' Hastings | Asistencia: ?.? espectadores Árbitro(s): Mathieu Raynal | Asistencia: ?.? espectadores Árbitro(s): Mathieu Raynal |

En Inglaterra debutaron Zach Mercer y Ben Moon.
| 3 de noviembre | Inglaterra                                 | 12 – 11 | Sudáfrica                                 | Estadio de Twickenham, Twickenham                      |                                                        |
| 15:00 (GMT)    | Penales Farrell (3) 20', 36', 72' Daly 50' |         | Try 32' Nkosi Penales 6', 67' (2) Pollard | Asistencia: ?.? espectadores Árbitro(s): Angus Gardner | Asistencia: ?.? espectadores Árbitro(s): Angus Gardner |

| 3 de noviembre | Irlanda                                                                             | 54 – 7 | Italia                                    | Campo del Soldado, Chicago                           |                                                      |
| 15:00 (CST)    | Tries Beirne , McGrath Larmour , Cronin Ringrose Conversiones Carbery (5) Byrne (2) |        | Tries 38' Campagnaro Conversión 39' Canna | Asistencia: ?.? espectadores Árbitro(s): Nigel Owens | Asistencia: ?.? espectadores Árbitro(s): Nigel Owens |

| 3 de noviembre | Estados Unidos                                            | 22 – 59 | Māori All Blacks                                                                                         | Campo del Soldado, Chicago                            |                                                       |
| 17:15 (CST)    | Tries Matyas ? Dolan Conversiones Hooley (2) Penal Hooley |         | Tries Ware Karpik Dixon May Thompson Lowe Stevenson , Walker-Leawere Conversiones (5) Black (2) J. Ioane | Asistencia: ?.? espectadores Árbitro(s): Karl Dickson | Asistencia: ?.? espectadores Árbitro(s): Karl Dickson |

### Semana 2
| 10 de noviembre | Rusia                      | 47 – 20 | Namibia                    | Estadio Kubán, Krasnodar                                |                                                         |
| 14:00 (MSK)     | Tries Conversiones Penales |         | Tries Conversiones Penales | Asistencia: . espectadores Árbitro(s): Rasta Rasivhenge | Asistencia: . espectadores Árbitro(s): Rasta Rasivhenge |

| 10 de noviembre | Italia                     | 28 – 17 | Georgia                    | Estadio Artemio Franchi, Florencia                  |                                                     |
| 15:00 (CET)     | Tries Conversiones Penales |         | Tries Conversiones Penales | Asistencia: . espectadores Árbitro(s): Glen Jackson | Asistencia: . espectadores Árbitro(s): Glen Jackson |

| 10 de noviembre | Escocia                    | 54 – 17 | Fiyi                       | Estadio Murrayfield, Edimburgo                      |                                                     |
| 14:30 (GMT)     | Tries Conversiones Penales |         | Tries Conversiones Penales | Asistencia: . espectadores Árbitro(s): Andrew Brace | Asistencia: . espectadores Árbitro(s): Andrew Brace |

| 10 de noviembre | Inglaterra                 | 15 – 16 | Nueva Zelanda              | Estadio de Twickenham, Twickenham                    |                                                      |
| 15:00 (GMT)     | Tries Conversiones Penales |         | Tries Conversiones Penales | Asistencia: . espectadores Árbitro(s): Jérôme Garcès | Asistencia: . espectadores Árbitro(s): Jérôme Garcès |

| 10 de noviembre | Gales                      | 9 – 6 | Australia                  |                            |                            |
| 21:05 (CET)     | Tries Conversiones Penales |       | Tries Conversiones Penales | Asistencia: . espectadores | Asistencia: . espectadores |

| 10 de noviembre | Estados Unidos             | 30 – 29 | Samoa                      | Estadio de Anoeta, San Sebastián                      |                                                       |
| 18:30 (CET)     | Tries Conversiones Penales |         | Tries Conversiones Penales | Asistencia: . espectadores Árbitro(s): Alexandre Ruiz | Asistencia: . espectadores Árbitro(s): Alexandre Ruiz |

| 10 de noviembre | Irlanda                    | 28 – 17 | Argentina                  | Estadio Aviva, Dublín                            |                                                  |
| 18:30 (WET)     | Tries Conversiones Penales |         | Tries Conversiones Penales | Asistencia: . espectadores Árbitro(s): Nic Berry | Asistencia: . espectadores Árbitro(s): Nic Berry |

| 10 de noviembre | Francia                    | 26 – 29 | Sudáfrica                  |                                        |                                        |
| 21:05 (CET)     | Tries Conversiones Penales |         | Tries Conversiones Penales | Asistencia: . espectadores Árbitro(s): | Asistencia: . espectadores Árbitro(s): |

### Semana 3
| 17 de noviembre | Rumania                    | 5 – 31 | Estados Unidos             |                                        |                                        |
| 21:05 (CET)     | Tries Conversiones Penales |        | Tries Conversiones Penales | Asistencia: . espectadores Árbitro(s): | Asistencia: . espectadores Árbitro(s): |

| 17 de noviembre | Uruguay                    | 7 – 68 | Fiyi                       |                                        |                                        |
| 21:05 (CET)     | Tries Conversiones Penales |        | Tries Conversiones Penales | Asistencia: . espectadores Árbitro(s): | Asistencia: . espectadores Árbitro(s): |

| 17 de noviembre | Italia                     | 7 – 26 | Australia                  |                                        |                                        |
| 21:05 (CET)     | Tries Conversiones Penales |        | Tries Conversiones Penales | Asistencia: . espectadores Árbitro(s): | Asistencia: . espectadores Árbitro(s): |

| 17 de noviembre | Georgia                    | 27 – 19 | Samoa                      |                                        |                                        |
| 21:05 (CET)     | Tries Conversiones Penales |         | Tries Conversiones Penales | Asistencia: . espectadores Árbitro(s): | Asistencia: . espectadores Árbitro(s): |

| 17 de noviembre | Gales                      | 74 – 24 | Tonga                      |                                        |                                        |
| 21:05 (CET)     | Tries Conversiones Penales |         | Tries Conversiones Penales | Asistencia: . espectadores Árbitro(s): | Asistencia: . espectadores Árbitro(s): |

| 17 de noviembre | España                     | 34 – 13 | Namibia                    |                                        |                                        |
| 21:05 (CET)     | Tries Conversiones Penales |         | Tries Conversiones Penales | Asistencia: . espectadores Árbitro(s): | Asistencia: . espectadores Árbitro(s): |

| 17 de noviembre | Inglaterra                 | 35 – 15 | Japón                      |                                        |                                        |
| 21:05 (CET)     | Tries Conversiones Penales |         | Tries Conversiones Penales | Asistencia: . espectadores Árbitro(s): | Asistencia: . espectadores Árbitro(s): |

| 17 de noviembre | Escocia                    | 20 – 26 | Sudáfrica                  |                                        |                                        |
| 21:05 (CET)     | Tries Conversiones Penales |         | Tries Conversiones Penales | Asistencia: . espectadores Árbitro(s): | Asistencia: . espectadores Árbitro(s): |

| 17 de noviembre | Iralnda                    | 16 – 9 | Nueva Zelanda              |                                        |                                        |
| 21:05 (CET)     | Tries Conversiones Penales |        | Tries Conversiones Penales | Asistencia: . espectadores Árbitro(s): | Asistencia: . espectadores Árbitro(s): |

| 17 de noviembre | Francia                    | 28 – 13 | Argentina                  | Estadio Pierre-Mauroy, Villeneuve-d'Ascq            |                                                     |
| 21:05 (CET)     | Tries Conversiones Penales |         | Tries Conversiones Penales | Asistencia: . espectadores Árbitro(s): Glen Jackson | Asistencia: . espectadores Árbitro(s): Glen Jackson |

### Semana 4
| 24 de noviembre | Rumanía                    | 20 – 27 | Uruguay                    |                                        |                                        |
| 21:05 (CET)     | Tries Conversiones Penales |         | Tries Conversiones Penales | Asistencia: . espectadores Árbitro(s): | Asistencia: . espectadores Árbitro(s): |

| 24 de noviembre | Georgia                    | 20 – 9 | Tonga                      |                                        |                                        |
| 21:05 (CET)     | Tries Conversiones Penales |        | Tries Conversiones Penales | Asistencia: . espectadores Árbitro(s): | Asistencia: . espectadores Árbitro(s): |

| 24 de noviembre | Italia                     | 3 – 66 | Nueva Zelanda              |                                        |                                        |
| 21:05 (CET)     | Tries Conversiones Penales |        | Tries Conversiones Penales | Asistencia: . espectadores Árbitro(s): | Asistencia: . espectadores Árbitro(s): |

| 24 de noviembre | Japón                      | 32 – 37 | Rusia                      |                                        |                                        |
| 21:05 (CET)     | Tries Conversiones Penales |         | Tries Conversiones Penales | Asistencia: . espectadores Árbitro(s): | Asistencia: . espectadores Árbitro(s): |

| 24 de noviembre | Escocia                    | 14 – 9 | Argentina                  | Estadio Murrayfield, Edimburgo                       |                                                      |
| 14:30 (GMT)     | Tries Conversiones Penales |        | Tries Conversiones Penales | Asistencia: . espectadores Árbitro(s): Paul Williams | Asistencia: . espectadores Árbitro(s): Paul Williams |

| 24 de noviembre | España                     | 10 – 28 | Samoa                      |                                        |                                        |
| 21:05 (CET)     | Tries Conversiones Penales |         | Tries Conversiones Penales | Asistencia: . espectadores Árbitro(s): | Asistencia: . espectadores Árbitro(s): |

| 24 de noviembre | Inglaterra                 | 37 – 18 | Australia                  |                                        |                                        |
| 21:05 (CET)     | Tries Conversiones Penales |         | Tries Conversiones Penales | Asistencia: . espectadores Árbitro(s): | Asistencia: . espectadores Árbitro(s): |

| 24 de noviembre | Portugal                   | 23 – 29 | Namibia                    |                                        |                                        |
| 21:05 (CET)     | Tries Conversiones Penales |         | Tries Conversiones Penales | Asistencia: . espectadores Árbitro(s): | Asistencia: . espectadores Árbitro(s): |

| 24 de noviembre | Gales                      | 20 – 11 | Sudáfrica                  |                                        |                                        |
| 21:05 (CET)     | Tries Conversiones Penales |         | Tries Conversiones Penales | Asistencia: . espectadores Árbitro(s): | Asistencia: . espectadores Árbitro(s): |

| 24 de noviembre | Irlanda                    | 57 – 14 | Estados Unidos             |                                        |                                        |
| 21:05 (CET)     | Tries Conversiones Penales |         | Tries Conversiones Penales | Asistencia: . espectadores Árbitro(s): | Asistencia: . espectadores Árbitro(s): |

| 24 de noviembre | Francia                    | 14 – 21 | Fiyi                       |                                        |                                        |
| 21:05 (CET)     | Tries Conversiones Penales |         | Tries Conversiones Penales | Asistencia: . espectadores Árbitro(s): | Asistencia: . espectadores Árbitro(s): |

## Diciembre
| 1 de diciembre | Barbarians                 | 38 – 35 | Argentina                  | Estadio de Twickenham, Twickenham                 |                                                   |
| 14:30 (GMT)    | Tries Conversiones Penales | Reporte | Tries Conversiones Penales | Asistencia: . espectadores Árbitro(s): John Lacey | Asistencia: . espectadores Árbitro(s): John Lacey |

## Amistosos
| 29 de octubre | Newport Dragons | 28 – 24 | Hong Kong | Parque Eugene Cross, Ebbw Vale                    |                                                   |
| 19:30 (GMT)   |                 |         |           | Asistencia: ? espectadores Árbitro(s): Adam Jones | Asistencia: ? espectadores Árbitro(s): Adam Jones |

| 31 de octubre | Oxford University RFC | 20 – 26 | Canadá | Iffley Road Rugby, Oxford |               |
| 19:15 (GMT)   |                       | Reporte |        | Árbitro(s): ?             | Árbitro(s): ? |

### Noviembre
| 2 de noviembre | Crawshays RFC | 24 – 35 | Hong Kong | The Gnoll, Neath                                     |                                                      |
| 19:30 (GMT)    |               | Reporte |           | Asistencia: ? espectadores Árbitro(s): Gareth Newman | Asistencia: ? espectadores Árbitro(s): Gareth Newman |